# Гриньов Владислав Сергійович
Владислав Гриньов (рос. Владислав Сергеевич Гринёв; нар. 21 липня 1996) — російський плавець.
Учасник Олімпійських Ігор 2020 року.
Призер Чемпіонату світу з водних видів спорту 2019 року.
Призер Чемпіонату світу з плавання на короткій воді 2018 року.
Чемпіон Європи з водних видів спорту 2018, 2020 років.
Чемпіон Європи з плавання на короткій воді 2019 року.